# Nancy Farmer
Nancy Farmer (Phoenix, 7 luglio 1941) è una scrittrice statunitense specializzata in letteratura per ragazzi.

## Biografia
Nata nel 1941 a Phoenix, dopo l'Associate of Arts al Phoenix College del 1961, ha conseguito un B.A. al Reed College nel 1963 e successivamente ha frequentato il Merritt College e l'Università della California - Berkeley nel triennio 1969-71.
Volontaria nel Peace Corps dal 1963 al 1965, dopo aver lavorato nel dipartimento di entomologia dell'università californiana, ha vissuto alcuni anni in Africa, studiando in particolare la Diga di Cabora Bassa in Mozambico e il fiume Zambesi in Zimbabwe.
Ha esordito nella narrativa per ragazzi nel 1987 con Lorelei: The Story of a Bad Cat e in seguito ha pubblicato numerosi romanzi e racconti con incursioni nel fantasy e nella fantascienza e i suoi libri sono stati tradotti in 26 lingue.
Tra i riconoscimenti ottenuti si segnala un National Book Award nel 2002 per I segreti dello scorpione .

## Opere principali

### Serie Scorpione
- The House of the Scorpion (2002)
  - I segreti dello scorpione, Milano, Fabbri, 2004 traduzione di Valeria Bastia ISBN 88-451-0859-7.
  - La casa dello scorpione, Roma, Fanucci, 2017 traduzione di Sarah Russo ISBN 978-88-347-3279-3.
- The Lord of Opium (2013)

### Trilogia Troll
- Il mare dei Troll (The Sea of Trolls, 2004), Milano, Fabbri, 2006 traduzione di Valeria Bastia ISBN 88-451-1541-0.
- La terra dei frutti d'argento (The Land of the Silver Apples, 2007), Milano, Rizzoli, 2008 traduzione di Valeria Bastia ISBN 978-88-17-02123-4.
- The Islands of the Blessed (2009)

### Altri romanzi
- Lorelei: The Story of a Bad Cat (1987)
- The Eye, the Ear, and the Arm (1989)
- Tapiwa's Uncle (1993)
- Do You Know Me (1993)
- The Ear, the Eye and the Arm (1994)
- The Warm Place (1995)
- Una ragazza chiamata disastro (A Girl Named Disaster, 1996), Milano, Mondadori, 1998 traduzione di Francesco Saba Sardi ISBN 88-04-45222-6.
- A New Year's Tale (2013)

### Libri illustrati
- Runnery Granary (1996)
- Casey Jones's Fireman: The Story of Sim Webb (1999)
- Clever Ali (2006)

## Premi e riconoscimenti
- Medaglia Newbery: 1995 finalista con The Ear, the Eye and the Arm. 1997 finalista con Una ragazza chiamata disastro e 2003 finalista con I segreti dello scorpione
- National Book Award per la letteratura per ragazzi: 1996 finalista con Una ragazza chiamata disastro e 2002 vincitrice con I segreti dello scorpione
- Premio Locus per il miglior libro per ragazzi: 2003 finalista con I segreti dello scorpione
- Buxtehuder Bulle: 2003 vincitrice con I segreti dello scorpione